# Томас Наджент, VI граф Вестміт

Герб графів Вестміт.

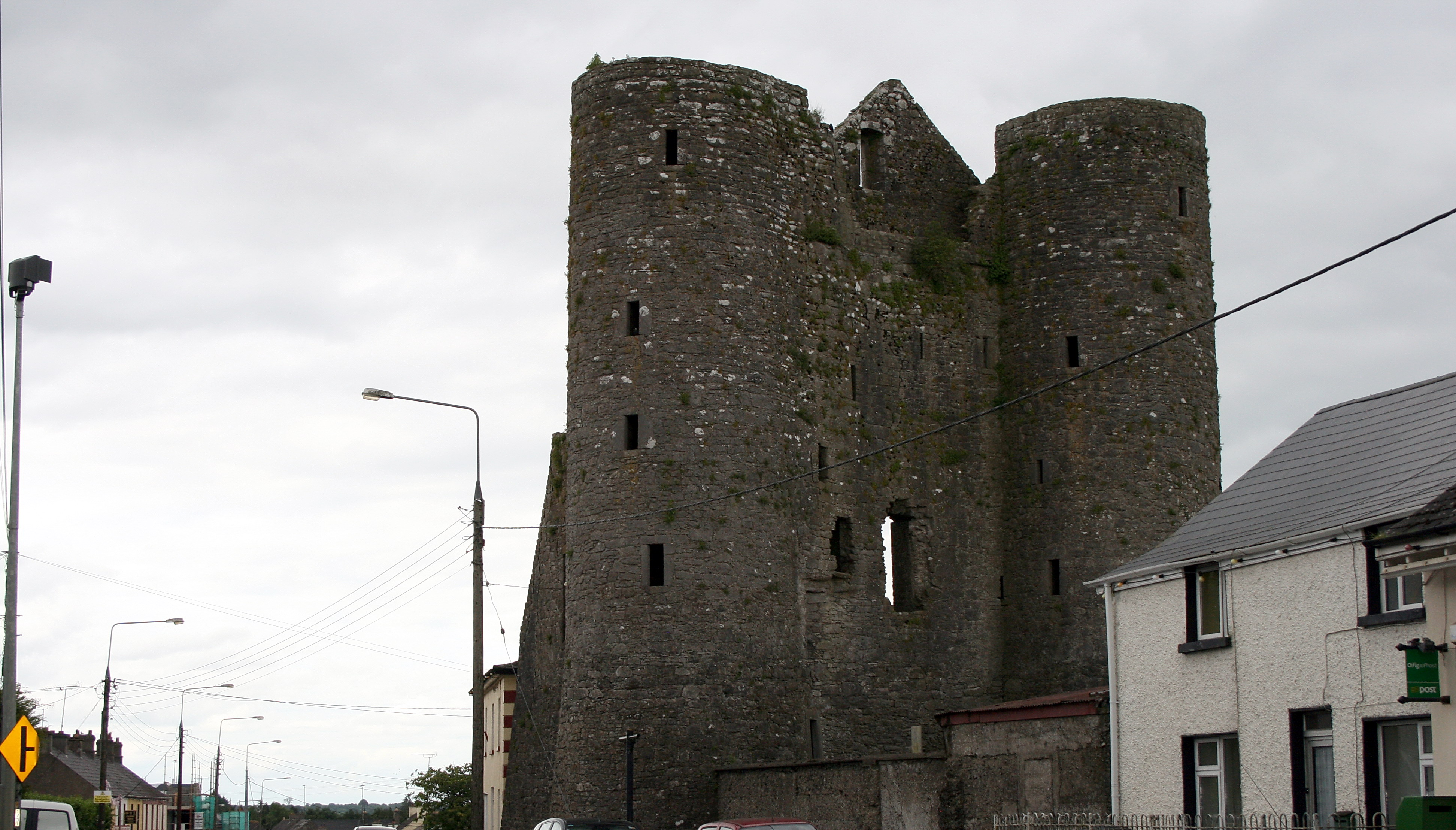
Замок Наджент.

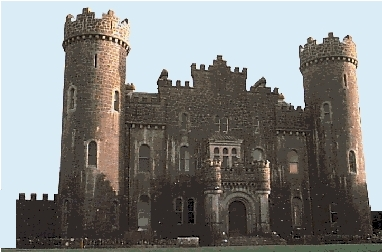
Замок Клонін (Делвін).

Томас Наджент (квітень 1714 – 7 вересня 1792) – VI граф Вестміт, лорд Делвін – ірландський аристократ, пер Ірландії, член Таємної Ради Ірландії, масон. 

## Життєпис
Титул графа Вестміт Томас Наджент отрима в 1754 році після смерті батька – Джона Наджента - V графа Вестміт. Його матір’ю була Маргарита Жанна Молз з Модени – дочка графа Карла Молза – підданого королеви Марії Моденської та його дружини Вероніки Анджелотті. Батько Томаса Наджента був професійним військовим і служив в армії короля Франції, майже все життя жив на континенті і помер в місті Ніель, що в Брабанті (нинішня Бельгія). Томас Наджент отримавши титул графа Вестміт Томас Наджент повернувся в Ірландію. У 1758 році він присягнув Таємній Раді Ірландії. Томас Наджент був масоном і в 1763 році став гросмейстером Великої ложі Ірландії. На цій посаді він був у 1763 – 1767 роках. Як і всі його предки барони Делвін та графи Вестміт батько Томаса Наджента був ревносним католиком, але Томас Наджент змінив віросподвідання і став вірянином Церкви Ірландії – першим з роду Наджентів.  
Перший раз він одружився з Мері Степлтон – дочкою Вальтера Степлтона. У цьому шлюбі в нього був один син:
- Річард Наджент (1742 – 1761) – лорд Делвін.

Вдруге він одружився з Керін Вайт з Пітчфордтауна (графство Кілдер). У цьому шлюбі в нього було троє синів і одна дочка: 
- Томас Наджент – лорд Делвін (помер молодим)
- Джордж Фредерік Наджент (1760 – 1814) – VII граф Вестміт
- Генрі Наджент (24 листопада 1762 – травень 1770)
- Леді Кетарін Наджент (6 квітня 1766 – 26 лютого 1794) – одружилась з Джоном Родні

Томас Наджент був виячений лицарем ордену святого Патріка 11 березня 1783 року. Помер у 1792 році, титул графа Вестміт успадкував його син Джордж.  